# Domenico Maria Lo Jacono
Domenico Maria Lo Jacono CRTh (vollständiger Name Domenico Maria Giuseppe Lo Jacono; * 14. März 1786 in Siculiana; † 24. März 1860 in Agrigent) war ein sizilianischer Ordensgeistlicher, Generaloberer der Theatiner und Bischof von Agrigent.

## Leben
Er wurde in den Theatinerorden aufgenommen und empfing am 22. Juli 1810 die Priesterweihe. Nachdem er Generalprokurator seines Ordens geworden war, trat er in den Dienst der Kurie und war Konsultor der Indexkongregation, später auch der Kongregation für die Bischöfe und Regularen. Ab 1842 war er Ordensgeneral des Theatinerordens und gab aus diesem Grund die Position des Konsultors der Indexkongregation auf.
König Ferdinand II. von Sizilien schlug ihn am 20. Mai 1844 für den Bischofssitz von Agrigent vor, was am 17. Juni desselben Jahres von Rom bestätigt wurde. Die Bischofsweihe spendete ihm am 30. Juni 1844 Kardinal Pietro Ostini; Mitkonsekratoren waren Erzbischof Angelo Antonio Scotti und Giuseppe Maria Maniscalco OFMObs, Bischof von Avellino. Am 6. August 1844 wurde Domenico Maria Lo Jacono Päpstlicher Thronassistent.

## Veröffentlichungen
- Elementi di fisica sperimentale ad uso delle scuole private. 2 Bde., Rom 1832.
- Lo spirito della Chiesa. o. O. 1834.
- Orazione recitata nel duomo della città d’Orvieto l’anno 1842.… intorno al sacro Corporale che ivi si venera. Orvieto 1842.
- Esercizio devoto per tutto un mese, per le novene o domeniche, primi venerdi d’ogni mese, o per tutti i venerdi dell’anno in onore del Sacro Cuore di Gesù Cristo. Rom o. J.